# Toxoplasma
Pour le groupe allemand de punk hardcore, voir Toxoplasma (groupe).
Genre
Toxoplasma est un genre de protistes parasites de l'ordre des Eucoccidiorida.

## Liste d'espèces
D'après l'Index to Organism Names (23 novembre 2023) :
- Toxoplasma avium (Marullaz, 1913)
- Toxoplasma canis (Mello, 1910)
- Toxoplasma caviae (Carini & Migliano, 1916)
- Toxoplasma colubri (Tibaldi, 1921)
- Toxoplasma columbae (Yakimoff & Kohl-Yakimoff, 1912)
- Toxoplasma crocidurae (Galli-Valerio, 1933)
- Toxoplasma cuniculi
- Toxoplasma cysts
- Toxoplasma eanis
- Toxoplasma eugenii
- Toxoplasma gallinarum (Hepding, 1939)
- Toxoplasma glareoli (Erhardova, 1955)
- Toxoplasma gondii (Nicolle & Manceaux, 1908)
- Toxoplasma hammondi (Frenkel & Dubey, 1975)
- Toxoplasma hominis (Wolf, Cowen & Paige, 1939)
- Toxoplasma laidlawi (Coutelen, 1932)
- Toxoplasma microti (Karstad, 1963)
- Toxoplasma nikanorovi (Sassuchin, Popoff, Kudrjewzew & Bogenko, 1930)
- Toxoplasma paddae
- Toxoplasma pardalis (Hendricks et al, 1979)
- Toxoplasma pyriformis
- Toxoplasma pyrogenes (Castellani, 1913)
- Toxoplasma ranae (Levine & Nye, 1976)
- Toxoplasma sciuri (Coles, 1914)
- Toxoplasma serpai
- Toxoplasma talpae (Prowazek, 1910)
- Toxoplasma wassilewsky (Yakimoff, 1926)
- Toxoplasma wenyoni